# Ballettratten
Ballettratten er en tysk stumfilm fra 1925 instrueret af Arthur Günsburg.

## Medvirkende
- Carl de Vogt
- Cläre Lotto som Inge
- Victor Varconi som Holberg
- Tatjana Irrah som Bellini
- Josefine Dora som Frau vom Ballettmeister
- Jaro Fürth
- Hermann Picha som Saltini
- Ernst Wurmser as som Branting